# Blasius Columban Bender
Jan Blasius Kolumban svobodný pán Bender (Johann Blasius Columban Freiherr von Bender) (14. listopadu 1713, Gengenbach – 20. listopadu 1798, Praha) byl rakouský polní maršál. Od mládí sloužil v rakouské armádě, jako důstojník se zúčastnil dynastických válek během 18. století. V roce 1782 získal titul barona, v mírových obdobích byl mimo jiné velitelem v Olomouci. V roce 1790 dosáhl hodnosti polního maršála, téhož roku vynikl potlačením revoluce v Rakouském Nizozemí a dobytím Bruselu. Jako velitel v Lucembursku musel po několikaměsíčním obléhání francouzskou republikánskou armádou kapitulovat (1795) a závěr kariéry strávil jako zemský velitel v Čechách (1795–1798).

## Životopis

Maršál Bender přebírá klíče od starosty dobytého Bruselu (prosinec 1790)

Pocházel z rodiny německého důstojníka Johanna Caspara Bendera a do císařské armády vstoupil v roce 1733. Již v raném mládí bojoval ve válce o polské nástupnictví, poté proti Turkům, následně se vyznamenal ve válce o rakouské dědictví. Na počátku sedmileté války byl již podplukovníkem (1756), během války pak dosáhl hodnosti plukovníka (1758). Byl několikrát vážně zraněn, pod velením generála Hadika se zúčastnil dobytí Berlína. V roce 1769 byl jmenován generálmajorem a velitelem pevnosti v Philipsburgu, v roce 1775 byl přeložen jako velitel pevnosti do Olomouce, mezitím dosáhl hodnosti polního podmaršála (1775) a v roce 1782 byl povýšen do stavu svobodných pánů.
V letech 1785–1795 byl guvernérem a velitelem v Lucembursku, v roce 1786 byl povýšen na polního zbrojmistra. V této době vynikl v době brabantské revoluce v letech 1789–1790, která dočasně svrhla rakouskou nadvládu v Rakouském Nizozemí. Belgickým revolucionářům se ale nepodařilo v nepřehledných poměrech během francouzské revoluce získat nutnou zahraniční podporu. Bender s početným vojenským sborem 2. prosince 1790 dobyl Brusel a obnovil místodržitelskou vládu Alberta Sasko-Těšínského. Dosáhl hodnosti polního maršála a obdržel Řád Marie Terezie (1790). V letech 1790–1795 byl vrchním velitelem v Rakouském Nizozemí, souběžně nadále zůstával ve funkci guvernéra v Lucembursku. Lucemburskou pevnost hájil proti francouzským revolučním vojskům a nakonec musel v červnu 1795 kapitulovat. Závěr své kariéry strávil jako zemský velitel v Čechách se sídlem v Praze, kde také zemřel.
Jeho synovec baron Joachim von Bender (1741–1818) sloužil také v rakouské armádě a ve válkách proti Francii dosáhl v roce 1802 hodnosti polního podmaršála.